# Франсіско Руїс Лосано
Франсіско Руїс Лосано (ісп. Francisco Ruiz Lozano; 1607, Оруро — 1677, Мехіко) — латиноамериканський солдат, астроном, математик і педагог, головний космограф віцекоролівства Перу з 1662 по 1677 рік.

## Біографія
Руїс Лосано народився в Оруро (нині в Болівії). Він навчався у єзуїтів у Лімі в Коледжі Святого Мартіна. Саме тут він зацікавився математикою. Він також вивчав гідрографію як математичну науку. У 1651 році він переїхав до Мехіко, де продовжив навчання в Університеті Мексики. У Мексиці він також вивчав навігацію, не лише в теорії, а й на практиці. Разом зі своїм учителем, братом Дієго Родрігесом, він спостерігав комету 1652 року. Вони описали ці спостереження в роботі «Етерологічний роздум про нову комету, яку бачили в цій мексиканській півкулі; та загалом по всьому світу. Цього року, 1652» (ісп. Discurso ethereológico del nuevo cometa, visto en aqueste Hemisferio Mexicano; y generalmente en todo el mundo. Este año de 1652), опублікований у Мехіко того ж року.
Він повернувся до Ліми в 1655 році в партії нового віцекороля, Луїса Енрікеса де Гусмана. Енрікес де Гусман призначив Руїса Лосано капітаном іспанської піхоти. Руїс Лосано служив першим директором морської школи, заснованої 1657 року в Лімі в лікарні Святого Духу для моряків. Ціллю Руїс Лосано була «підготовка людей, здатних керувати кораблями для захисту віцекоролівства». Він також був головним космографом віцекоролівства Перу. Обов'язки головного космографа включали публікацію альманахів та інструкцій з плавання. Він кілька років обіймав посаду директора лікарні Святого Духу, покращуючи її будівлю та фінансове становище.
У 1658 році Руїс Лосано одружився з Якобою де ла Куева, уродженкою Ліми. Він був наставником синів віцекороля Енрікеса де Гусмана і, разом з Хуаном Рамоном Кенігом, наставником сина віцекороля, Дієго де Бенавідеса де ла Куева, який став наступником батька на посаді віцекороля. Руїс Лосано очолював першу університетську кафедру математики в Перу.
У 1660 або 1661 році він перебував у Портобело (нині Панама), де придбав різні товари. У 1662 році він знову був у Панамі у подібних справах. Протягом свого життя він займався торговельними справами майже скрізь в Іспанській Америці — у Панамі, Картахені, Акапулько, Вальпараїсо, Консепсьйоні та Талькауано.
Пізніше, ймовірно, за правління Бальтасара де ла Куева Енрікеса (1674—1678), Руїса Лосано призначили генералом флоту Південного моря.
У 1665 році в Лімі він опублікував «Трактат про комети, спостереження й тлумачення тієї, що була видима в цьому місті королів [Ліма], і загалом у всьому світі наприкінці 1664 року та на початку 1665» (ісп. Tratado de Cometas, observación y juicio del que se vió en esta ciudad de los Reyes, y generalmente en todo el Mundo, por los fines del año 1664 y principios de 1665). Цей звіт був першою публікацією європейських астрономічних спостережень у Південній Америці. Вперше комету спостерігали 11 грудня 1664 року.
Він помер у порту Акапулько між 12 та 15 жовтня 1677 року.